# AS Tempête Mocaf
Association Sportive Tempête Mocaf w skrócie AS Tempête Mocaf – środkowoafrykański klub piłkarski grający w środkowoafrykańskiej pierwszej lidze, mający siedzibę w mieście Bangi.

## Sukcesy
- I liga[1]:
  - mistrzostwo (12): 1976, 1984, 1990, 1993, 1994, 1996, 1997, 1999, 2003, 2009, 2014, 2019.

- Puchar Republiki Środkowoafrykańskiej[2]:
  - zwycięstwo (6): 1974, 1982, 1985, 1992, 2003, 2011.

## Występy w afrykańskich pucharach
| Sezon     | Rozgrywki                 | Runda       | Kraj                     | Klub                         | Dom | Wyjazd | Dwumecz |
| --------- | ------------------------- | ----------- | ------------------------ | ---------------------------- | --- | ------ | ------- |
| 1975      | Puchar Zdobywców Pucharów | 1           | Benin                    | Postel Sport FC              | 3–1 | 0–1    | 3–2     |
| 1975      | Puchar Zdobywców Pucharów | ćwierćfinał | Senegal                  | ASC Jeanne d’Arc             | 1–3 | 1–1    | 2–4     |
| 1977      | Puchar Mistrzów           | 1           | Wybrzeże Kości Słoniowej | SC Gagnoa                    | –   | –      | –       |
| 1985      | Puchar Mistrzów           | 1           | Angola                   | Atlético Petróleos de Luanda | 1–1 | 1–4    | 2–5     |
| 1986      | Puchar Zdobywców Pucharów | 1           | Sudan                    | Al-Merreikh Omdurman         | 1–0 | 1–1    | 2–1     |
| 1986      | Puchar Zdobywców Pucharów | 2           | Egipt                    | Ismaily SC                   | 2–0 | 0–3    | 2–3     |
| 1991      | Puchar Mistrzów           | 1           | Angola                   | Atlético Petróleos de Luanda | 2–4 | 0–4    | 2–8     |
| 1993      | Puchar Zdobywców Pucharów | 1           | Angola                   | Atlético Petróleos de Luanda | 1–2 | 1–1    | 2–3     |
| 1994      | Puchar Mistrzów           | wstępna     | Czad                     | Postel 2000 FC               | 2–0 | 1–0    | 3–0     |
| 1994      | Puchar Mistrzów           | 1           | Gwinea                   | AS Kaloum Star               | 3–0 | 0–1    | 3–1     |
| 1994      | Puchar Mistrzów           | 2           | Algieria                 | MC Oran                      | 0–3 | 4–7    | 4–10    |
| 1997      | Liga Mistrzów             | wstępna     | Czad                     | AS CotonTchad                | –   | –      | –       |
| 1998      | Liga Mistrzów             | wstępna     | Czad                     | Tourbillon FC                | –   | –      | –       |
| 2004      | Liga Mistrzów             | wstępna     | Ghana                    | Asante Kotoko SC             | –   | –      | –       |
| 2010      | Liga Mistrzów             | wstępna     |                          | Al-Ittihad Trypolis          | 1–2 | 0–6    | 1–8     |
| 2012      | Puchar Konfederacji       | wstępna     | Kongo                    | AC Léopards                  | 2–2 | 0–2    | 2–4     |
| 2019/2020 | Liga Mistrzów             | wstępna     | Libia                    | Al-Nasr Bengazi              | 1–0 | 1–3    | 2–3     |

## Stadion
Domowe mecze klub rozgrywa na stadionie o nazwie Barthélemy Boganda Stadium w Bangi, który może pomieścić 20 000 widzów.